# کم‌خونی داسی‌شکل
کم‌خونی داسی شکل یک بیماری ژنتیکی و یک اختلال خونی است که با هموگلوبین معیوب (Hbs) شناخته می‌شود. هموگلوبین طبیعی صاف و گرد است و به سلول اجازه عبور آسان از مویرگ‌های خونی را می‌دهد. مولکول های هموگلوبین سلول داسی سفت و به شکل داس می‌باشند. این سلول‌ها تمایل دارند به شکل خوشه‌ای و در کنار یکدیگر قرار گیرند، بنابراین به راحتی از مویرگ‌های خونی عبور نمی‌کنند. این خوشه‌ها منجر به توقف جریان خون حمل‌کننده اکسیژن می‌گردند. برخلاف سلول‌ها با هموگلوبین طبیعی که بیش از ۱۲۰ روز زنده هستند، سلول‌های داسی بعد از ۲۰–۱۰ روز از بین می‌روند. این روند طی یک دوره مزمن منجر به بروز کم خونی می‌شود.
کم خونی داسی شکل حاصل یک جهش ژنی است که طی آن یک نوکلئوتید با باز آلی تیمین(T) جای خود را با یک نوکلئوتید دیگر با باز آلی آدنین(A) عوض می‌کند.
پژوهشگران پزشکی می‌گویند سلول‌های داسی‌شکل ممکن است در اثر کمبودشان در خون، مجبور شوند که به سلول‌های سرطانی تمورهایی که در برابر درمان مقاومت می‌کنند، حمله کنند. این سیستم روشی نو برای درمان سرطان گزارش شده‌است.
دانشمندان امیدوارند به کمک روش ژن درمانی Ex vivo و اصلاح سلول‌های زنده در بیرون از بدن با روش کریسپر، بیماری سلول‌های داسی شکل را درمان کنند.

## شایعترین انواع ژن سلول داسی
- صفت سلول داسی:

این افراد حامل ژن معیوب – Hbs – هستند اما مقداری هموگلوبین طبیعی – Hba– نیز دارند افراد با صفت سلول داسی معمولاً بدون علامت هستند. ممکن است کم خونی خفیف ایجاد گردد.
تحت شرایط پراسترس، خستگی، کاهش اکسیژن یا عفونت روند داسی شدن رخ می‌دهد و در نتیجه عوارض بیماری سلول داسی بروز می‌نماید.
- بیماری سلول داسی – هموگلوبین C

فرد دارای هر دو نوع هموگلوبین Hbs وHbc می‌باشد. هموگلوبین C باعث ایجاد سلول‌های هدف می‌گردد. وجود هموگلوبین طبیعی در کنار این هموگلوبین باعث می‌شود، فرد علامتی از کم خونی نداشته باشد.
اگر هموگلوبین S داسی با سلول هدف همراه شود منجر به یک‌کم خونی خفیف تا متوسط می‌گردد.
این افراد اغلب از بیماری سلول داسی با درجه خفیف رنج می‌برند. بحران گرفتگی رگ‌ها، صدمات ارگان‌ها به علت کم خونی و داسی شدن‌های مکرر و احتمال بالای عفونت همه صفات مشترکی برای Hbss و Hbsc می‌باشند.
- بیماری سلول داسی – هموگلوبین E

این نوع مشابه بیماری سلول داسی C است با این تفاوت که یک عنصر در مولکول هموگلوبین جایگزین شده‌است. این نوع معمولاً در افراد جنوب آسیا مشاهده می‌شود. برخی افراد با بیماری هموگلوبین E بدون علامت می‌باشند. هر چند تحت شرایط ویژه نظیر خستگی، کاهش اکسیژن یا کمبود آهن یک‌کم خونی خفیف تا متوسط بروز می‌نماید.
- هموگلوبین S – تالاسمی بتا:

این بیماری با ارث رسیدن هم‌زمان ژن‌های تالاسمی و سلول داسی ایجاد می‌گردد.
این اختلال باعث کم خونی متوسط و شرایطی مشابه ولی خفیف تر از بیماری سلول داسی می‌گردد.
همه اشکال بیماری سلول داسی می‌توانند عوارض همراه با بیماری را بروز دهند. فرد مبتلا به Hbss به شدت مبتلا خواهد بود.

## فراوانی
بیماری سلول داسی به صورت اولیه، افراد جنوب آفریقا و شبه جزیره کارائیب را مبتلا می‌سازد ولی صفت سلول داسی در خاور میانه، هند، آمریکای لاتین، و نژاد مدیترانه‌ای یافت می‌شود.
براساس تخمین، بیش از ۷۲ هزار نفر در ایالات متحده به این بیماری مبتلا هستند. میلیون‌ها نفر در سراسر جهان از عوارض بیماری سلول داسی رنج می‌برند. ۲ میلیون نفر آفریقایی – آمریکایی یا ۱۲/۱ جمعیت آمریکا صفت سلول داسی دارند.

## علل بیماری
بیماری داسی یک بیماری ارثی است که توسط یک جهش ژنتیکی ایجاد می‌شود. این ژنها بر روی ساختاری از سلول‌ها به کروموزوم وجود دارند. جفت کروموزوم ۱۱ حاوی ژنهای مسئول تولید هموگلوبین نرمال می‌باشد.
یک جهش در این ژنها منجر به بیماری داسی شکل می‌شود. این جهش در نقاطی از جهان که بیماری مالاریا شایع است بیشتر دیده می‌شود هر چند افراد دارای صفت داسی به مالاریا مبتلا نمی‌شوند. صفت داسی حقیقتاً فرد را در برابر انگل مالاریا محافظت می‌نماید. مالاریا اغلب در آفریقا و نواحی مدیترانه‌ای اروپا دیده می‌شود.
کودکی که جهش ژنتیکی را از هر دو والدین به ارث می‌برد، بیماری سلول داسی شکل مبتلا خواهد شد.
کودکی که جهش را از یکی از والدین به ارث می‌برد به حامل صفت سلول داسی شکل خواهد بود و می‌تواند آن را به فرزندانش منتقل سازد.

## علائم
علائم و عوارض زیر ممکن است با بیماری سلول داسی شکل همراه باشد. هر چند هر فرد علائم متفاوتی را تجربه می‌کند.
آنمی – شایعترین علامت بیماری سلول داسی شکل است. در این بیماری سلول‌های قرمز خون به صورت سلول داسی شکل تولید می‌شوند، اما به علت بدشکل بودن توانایی حمل اکسیژن را از دست می‌دهند. در نتیجه بدن آب را از دست داده و دچار تب می‌شود. شکل داسی باعث سختی سلول‌ها و دام افتادن آن‌ها در رگ‌ها می‌گردد. در نتیجه سلول‌ها در طحال تخریب می‌شوند یا به علت عملکرد غیرطبیعی از بین می‌روند و کاهش در سلول‌های قرمز خونی منجر به کم خونی می‌شود. کم خونی شدید فرد را خسته و رنگ پریده می‌نماید، همچنین توانایی حمل اکسیژن به بافت‌ها را با مشکل رو به رو خواهد کرد.
بحران درد یا بحران داسی: هنگامی که رگ‌ها خونی توسط سلول‌های داسی شکل مسدود می‌شوند و جریان خون قطع می‌شود و بحران درد رخ می‌دهد که بحران گرفتگی رگ‌ها نیز نامیده می‌شود. درد در تمام نقاط بدن ایجاد می‌گردد اما اغلب در قفسه سینه، بازوها و پاها احساس می‌گردد. تورم دردناک انگشتان دست و پا، که داکتیلیت نامیده می‌شود و می‌تواند در خردسالان و اطفال زیر ۳ سال مشاهده شود. پریاپیسم (نعوظ دردناک) نیز که یک روند درناک در ناحیه آلت تناسلی مردان می‌باشد ممکن است پیش آید. هرگونه اختلال در جریان خون منجر به درد، تورم و مرگ بافتی در اثر عدم دریافت خون و اکسیژن کافی می‌گردد.
سندرم قفسه سینه حاد: یکی از عوارض خطرناک بیماری سلول داسی شکل، روند داسی شدن در قفسه سینه می‌باشد. معمولاً به‌طور ناگهانی و در شرایط پراسترس، عفونت، تب و کم‌آبی بدن رخ می‌دهد. سلولهای داسی شکل به یکدیگر متصل گشته و رگ‌ها ریز ریوی را مسدود می‌سازند. علائم شبیه به پنومونی و شامل تب، درد و تک سرفه شدید می‌باشد. اپیزودهای متعدد سندرم سینه منجر به صدمه دائمی ریه می‌گردند.
تجمع سلول‌های خونی در طحال: این فرایند منجر به کاهش ناگهانی هموگلوبین گشته و در صورت عدم درمان فوری تهدیدکننده حیات می‌باشد. به‌دلیل افزایش حجم خون طحال، این عضو بزرگ و دردناک می‌گردد. بعد از اپیزودهای مکرر، صدمات جدی بر طحال وارد خواهد شد. بسیاری از کودکان مبتلا به بیماری در سن ۸ سالگی دیگر طحال کارایی ندارند چون از طریق جراحی طحال خارج شده یا دراثر اپیزودهای مکرر عملکرد خود را از دست داده‌است. احتمال عفونت بزرگ‌ترین نگرانی برای اطفال مذکور می‌باشد. عفونت شایعترین علت مرگ در کودکان زیر ۵ سال، در این گروه می‌باشد.
سکته: دیگر عارضه شدید و ناگهانی در بیماران سلول داسی شکل است. سلول‌های بد شکل از طریق گرفتگی رگ‌ها خونی بزرگ تغذیه‌کننده مغز منجر به سکته می‌گردند. هرگونه اختلال در جریان خون و اکسیژن به مغز منجر به اختلالات عصبی غیرقابل بازگشت می‌گردد.
در ۶۰٪ بیمارانی که یک بار سکته کرده‌اند احتمال سکته دوم و سوم نیز وجود دارد.
یرقان، یا زردی پوست، چشم‌ها و دهان: یکی از شایعترین علائم و نشانه‌های بیماری سلول داسی شکل می‌باشد، سلول‌های داسی شکل به اندازه سلول‌های قرمز خونی عمر نمی‌کند و قبل از این که کبد آن‌ها را از خون تصفیه نماید سریعاً از بین می‌روند. بیلی روبین (عامل زرد رنگی) ایجاد شده از این سلول‌ها منجر به یرقان و زردی می‌گردد.
همه ارگان‌های مهم تحت تأثیر این بیماری قرار می‌گیرند. کبد، قلب، کلیه‌ها، کیسه صفرا، چشم‌ها، استخوان‌ها و مفاصل به علت عملکرد غیرطبیعی سلول‌های داسی شکل و عدم وجود جریان خون د رگ‌ها صدمه می‌بیند. مشکلات عبارت‌اند از:
- افزایش عفونت‌ها
- زخم‌های پا
- صدمات استخوانی
- سنگ‌های صفراوی
- صدمات کلیه و کاهش ادرار
- صدمات چشمی

علائم بیماری سلول داسی شکل ممکن است مشابه دیگر اختلالات خونی و مشکلات طبی باشد. همیشه جهت یک تشخیص سریع و دقیق با پزشک خود مشاوره نماید.

## تشخیص
علاوه بر شرح حال پزشکی کامل و معاینه فیزیکی روش‌های تشخیصی بیماری سلول داسی شکل عبارت‌اند از آزمایش‌های خونی و دیگر روش‌های ارزیابی.
هم‌اکنون غربالگری آزمایش خون نوزادان به منظور شروع درمان هرچه سریعتر صورت می‌گیرد.
تشخیص اولیه:
الکتروفورز هموگلوبین یک آزمایش خونی است که در تشخیص حاملین صفت داسی شکل یا هر بیماری همراه با سلول داسی شکل کمک‌کننده‌است.